# Kullervo drar ut i strid
Kullervo drar ut i strid är en målning av den finländske konstnären Akseli Gallen-Kallela från 1901. Den finns i två versioner, den ena är målad i tempera och utställd på Ateneum i Helsingfors. Den andra är en stor (355 cm × 687 cm) muralmålning i Gamla studenthuset i Helsingfors.
Gallen-Kallela målade flera tavlor med motiv från det finska nationaleposet Kalevala. I den här målningen avbildas Kullervo som vuxit upp som slav sedan hans far Kalervo besegrats i strid av sin bror Untamos. När Kullervo får reda på sin familjs öde blir han besatt av hämnd. Denna målning visar ögonblicket när Kullervo rider ut till strid mot alla som plågat hans familj.